# Casa Grande e Tulha
Casa Grande e Tulha é um conjunto arquitetônico de valor histórico localizado na cidade paulista de Campinas.
Seu nome vem da tulha, construída no auge do momento açucareiro em Campinas, entre 1790 e 1795, e a Casa Grande que está ao seu lado possivelmente tenha sido construída na década de 1830, início da fase cafeeira na região de Campinas. O engenho deu lugar àquela que é considerada a mais antiga fazenda cafeeira da cidade.

## História
Os primeiros proprietários foram Cláudio Fernandes de Sampaio e sua mulher Rosa Maria de Abreu e Silva, que figuram entre os primeiros moradores da Vila de São Carlos, elevada à tal condição em 1797 e que seria elevada à cidade, com o nome de Campinas, em 1842. Posteriormente, a fazenda foi herdada por Maria Felicíssima Miquelina de Abreu, cujo marido, Joaquim José Soares de Carvalho, teria construído a casa-grande Em seguida, a fazenda foi dividida pelos herdeiros, com parte dela sendo denominada Chácara Paraíso e depois Chácara Proença, cuja parte na qual ficava a sede foi recebida por Arlindo Joaquim de Lemos Júnior em 1941 e depois vendida à família Hossri.
Em 1978, o lote, agora reduzido a 2.688,75 m², foi adquirido pelo arquiteto Antônio da Costa Santos, que restaurou a propriedade e a utilizou como fonte de pesquisa para estudar a evolução urbana da cidade. Antonio viveu com sua família no local até tornar-se prefeito da cidade de Campinas em 2001.

## Tombamento

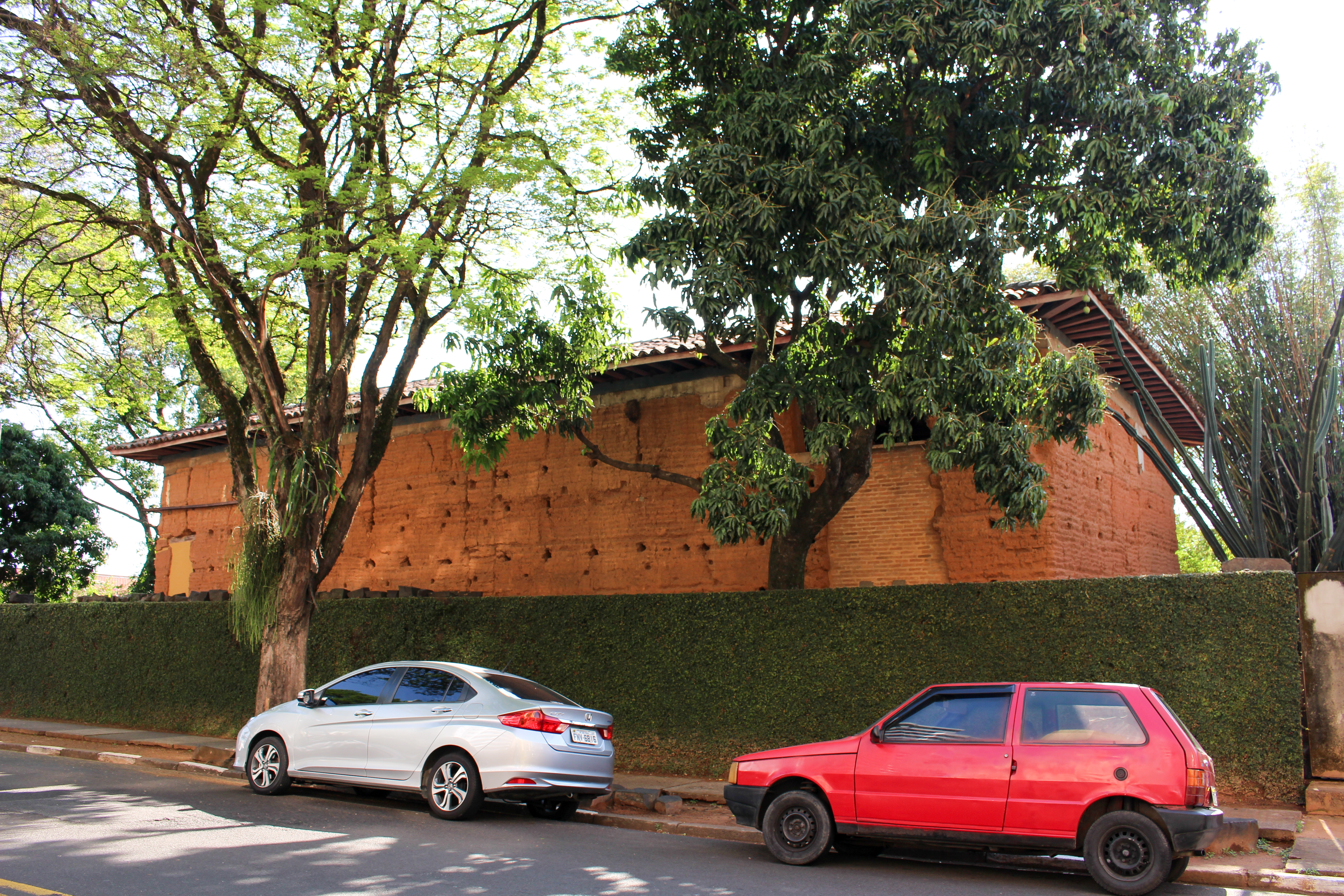
Casa Grande e Tulha da Antiga Chácara do Paraíso das Campinas Velhas

O conjunto foi tombado em 1986 pelo Conselho de Defesa do Patrimônio Histórico do Estado de São Paulo (CONDEPHAAT).
Em 1990, os imóveis foram tombados pelo Condepacc - equivalente municipal do CONDEPHAAT - a pedido de seu proprietário, o arquiteto Antônio da Costa Santos.
Em 2011, o conjunto foi tombado pelo Instituto do Patrimônio Histórico e Artístico Nacional (IPHAN), passando a ser junto com o Palácio dos Azulejos os dois únicos imóveis tombados nos níveis municipal, estadual e federal em Campinas.

## Endereço
Avenida Doutor Arlindo Joaquim de Lemos, 1300 - Jardim Proença